# William West
William West Sr. FLS (22 de febrero de 1848, Leeds – 14 de mayo de 1914, Bradford) fue un botánico inglés, particularmente notable por sus estudios de algas. Tuvo una hija y dos varones: William (1875–1901) y George Stephen (1876–1919), ambos también botánicos.
Estudió y trabajó en los campos de la farmacia, creando una empresa en Bradford en 1872. Murió de un ataque al corazón en 1914, asociado con problemas pasados con asma.

## Algunas publicaciones
- West, W. 1892. Algae of the English Lake District. J. Roy. Microscop. Soc. pp. 713-48

- West, W. 1892. A contribution to the freshwater algae of west Ireland. J. of the Linnean Soc. Botany 29: 103 - 216

- West, W. and West G.S. 1896. On some new and interesting freshwater algae. J. Roy. Microscop. Soc. 16 149 et seq

- West, W. 1912. Clare Island Survey: Fresh-water algae with a supplement of marine diatoms. Proceedings of the Royal Irish Academy 31 (1911 - 15) section 1, part 6

- West, W. & West G.S. 1897. Welwitsch's African freshwater algae. J. of Bot. 35: 1 et seq.

- West, W. & West, G.S. 1902. A contribution to the freshwater algae of the north of Irelad. Transactions of the Royal Irish Academy 32 (1): 1 - 100

- West, W. & West, G.S. 1903. Notes on freshwater Algae. III. Journ. bot. pp.33 et seq.

- West, W. & West, G.S. 1904, 1905, 1908, 1912. A monograph of the British Desmidiaceae. Vols. I - IV. Londres. The Ray Soc.

- West, W. & West, G.S. 1906. A comparative study of the plankton of some Irish Lakes. Trans. of the Royal Irish Acad. 33B: 70 - 116

- West, W. & West, G.S. 1909. The British freshwater phytoplankton, with special reference to the desmid-plankton and the distribution of British desmids. Proc. of the Royal Soc. 81B, 165 - 206

- West, W., West, G.S. & Carter, N. 1923. A monograph of the British Desmidiacese. Vol. V. Londres. The Ray Soc.
- La abreviatura «West» se emplea para indicar a William West como autoridad en la descripción y clasificación científica de los vegetales.[3]